# Kubota M6
Der Kubota M6 ist ein Standardschlepper der M-Serie des Herstellers Kubota. Er ist für klassische Bodenbearbeitung und schwere Zugarbeiten ausgelegt. Alle Hauptkomponenten wie Motor, Getriebe und Achsen werden von Kubota selbst hergestellt.

## Modellübersicht
Kubota bietet den M6 in zwei Größenklassen an, als kleinen M6001 und als größeren M6002. Der M6001 löste 2022 die langjährige MGX-Baureihe ab, die das Leistungssegment von 104 bis 143 PS abdeckt und zwischen dem kleineren M5002 und dem leistungsstärkeren M6002 angesiedelt ist. Die Serie M6002 deckt den Leistungsbereich von 122 bis 163 PS ab. Sie hat das Design und die Technik der großen Schwesterserie M7. Die Baureihe zielt auf den Einsatz zwischen Hof- und Feldarbeit, so dass er in Viehzucht- und Mischbetrieben für alle anfallenden Arbeiten eingesetzt werden kann. Im Gegensatz zu den M7, der in Dünkirchen hergestellt wird, läuft der M6002 in einem der Werk des Unternehmens in Osaka vom Band.
Kubota führte die Serie M6 im Jahr 2020 zum 130-jährigen Firmenjubiläum ein mit den drei neuen Mittelklassetraktoren M6-122, M6-132 und M6-142 ein. 2022 wurde die bisherige MGX-Baureihe in M6001 Utility umbenannt und ergänzt seitdem die größeren M6002-Modelle. Ferner löste sie einige Modell der bisherigen MGX-Serie ab.
|                         | M6-101 U     | M6-111 U     | M6-121 U     | M6-131 U     | M6-141 U      |
| Nennleistung (ECE-R120) | 77 kW/104 PS | 81 kW/111 PS | 90 kW/123 PS | 98 kW/133 PS | 105 kW/143 PS |

|                         | M6-122        | M6-132        | M6-142        |
| Nennleistung (ECE-R120) | 91 kW/123 PS  | 98 kW/133 PS  | 105 kW/143 PS |
| Maximale Leistung       | 105 kW/143 PS | 113 kW/153 PS | 120 kW/163 PS |

## Technik
Der M6 ist eine Baureihe im Segment von 104 bis 163 PS und wird in Halbrahmenbauweise gefertigt. Die Schlepper werden mit zwei Kubota-Vierzylinder-Dieselmotoren (3,8 Liter und 6,1 Liter) angeboten. Die Getriebe haben wahlweise drei oder vier Gruppen, deren acht Fahrstufen lastschaltbar sind und auf Wunsch automatisch geschaltet werden.

### M6001 Utility
Die M6001 Utility-Modelle haben eine von Kubota hergestellte Portal-Vorderachse mit Kegelradantrieb und die gleiche Fahrerkabine wie die größeren Baureihen. Die kleineren Modelle haben einen Radstand von 2540 mm, wohingegen die größeren Modelle einen Radstand von 2680 mm haben. Es gibt das Fahrzeug mit zwei Frontladern, mit 3,7 oder 4 m Hubhöhe und maximalen Tragfähigkeiten von 1950 oder 2200 kg.
Der M6-101U mit kurzem Radstand (2540 mm) sind beide mit dem gleichen 3,8-Liter-Vierzylinder-Turbodieselmotor von Kubota ausgestattet, der eine maximale Leistung und ein maximales Drehmoment von 104 PS/346 Nm bzw. 111 PS/379 Nm bietet. Die Modelle M6-121U, M6-131U und M6-141U mit langem Radstand (2680 mm) haben den 6,1-Liter-Vierzylinder-Turbodieselmotor des Unternehmens, der in den Leistungsstufen 123 PS/503 Nm, 133 PS/544 Nm und 143 PS/586 Nm verfügbar ist.
Im Vergleich zum Vorgänger, der MGX-Serie, hat sich bei M6-001 Utility vor allem die Abgasnachbehandlung geändert, bei der die Regeneration des Dieselpartikelfilters bei niedrigeren Motordrehzahlen und geringeren Abgastemperaturen erfolgen kann. Die Hydraulikleistung beträgt 71 l/min bei den Modellen mit kurzem Radstand und 77 l/min bei den größeren Versionen. Zwei mechanisch betätigte Steuerventile sind serienmäßig eingebaut, zwei weitere können als Sonderausstattung bestellt werden. Der Heckkraftheber kann, je nach Modell, Lasten von bis zu 5 t oder 6,1 t anheben. Eine Zweiwege-Zapfwelle ist standardmäßig eingebaut, und alle Modelle können mit einem Frontkraftheber mit bis zu 2,6 t Hublast ausgestattet werden.

### M6002
Im Vergleich zum M6001 hat der M6002 eine andere technische Basis mit verstärkten Achsen und 2690 mm Radstand. Die Bodenfreiheit beträgt 580 mm. Aufgrund der Konstruktion des Vorderachsantriebs mit Doppelkegelrädern statt Kreuzgelenken wird ein Lenkwinkel von 55° erzielt, der dem Schlepper trotz 2690 mm Radstand einen kleinen Wendekreis ermöglicht. Ab 30° Lenkwinkel wird die Drehzahl der Vorderräder um 40 % erhöht, was die Wendigkeit noch einmal verbessert.
Beim Antrieb aller drei Modelle setzt Kubota auf den Vierzylinder-Turbodieselmotor Kubota V6018-TIEF5 mit 6,1 l Hubraum. Im Modell M6-142 erreicht der Motor eine Nennleistung von 107 kW/143 PS und eine Maximalleistung von 120 kW/163 PS.
Das Getriebe hat 24 Gänge mit drei Gruppen und acht Lastschaltstufen. Die drei Gruppen werden elektronisch geschaltet. Die Höchstgeschwindigkeit des Fahrzeuges von 40 km/h wird bei einer Motordrehzahl von 1640 min−1 erreicht. Die Zapfwelle kann mit den Normdrehzahlen von 540 min−1 und 1000 min−1 betrieben werden. Das Einschaltverhalten der Zapfwellenkupplung kann in verschiedenen Stufen eingestellt werden. Die Wendeschaltung ist sowohl von links wie rechts bedienbar. Auch ihr Schaltverhalten ist per Drehknopf veränderbar.
Das hydraulische System arbeitet mit einer Axialkolbenpumpe, deren Förderleistung 115 l/min beträgt. Der Heckkraftheber kann eine Last von 7 t anheben.

## Technische Daten
| Modell                                                   | M6-142                                                                                |
| -------------------------------------------------------- | ------------------------------------------------------------------------------------- |
| Motor                                                    | Vierzylinder Turbodieselmotor Kubota V6108                                            |
| Bohrung × Hub                                            | 118 mm × 140 mm                                                                       |
| Hubraum                                                  | 6124 cm3                                                                              |
| Maximale Motorleistung nach ECE R120 (kW/(PS)) bei 1/min | 105/(143)/1900                                                                        |
| Maximales Drehmoment ECE R120 (Nm) bei 1/min             | 645/1500                                                                              |
| Getriebe                                                 | 24/24 Gänge mit drei Gruppen und acht Lastschaltstufen, lastschaltbare Wendeschaltung |
| Bremsanlage                                              | Hydraulische Scheibenbremsen                                                          |
| Bereifung                                                | vorne 480/65 R 24, hinten 650/65 R 38                                                 |
| Kraftstoffbehältervolumen                                | 230 l Diesel- und 20 l AdBlue-Tank                                                    |
| Masse                                                    | 7400 kg                                                                               |
| Zulässiges Gesamtgewicht                                 | 10.500 kg                                                                             |
| Radstand                                                 | 2690 mm                                                                               |
| Bodenfreiheit                                            | 580 mm                                                                                |
| Länge                                                    | 4810 mm                                                                               |
| Breite                                                   | 2520 mm                                                                               |
| Höhe                                                     | 2890 mm                                                                               |
| Wendekreisdurchmesser 4WD                                | 9 m                                                                                   |
| Hublasten                                                | 7 t (Heckkraftheber) 3,26 (Frontkraftheber)                                           |